# Castelo Carbisdale

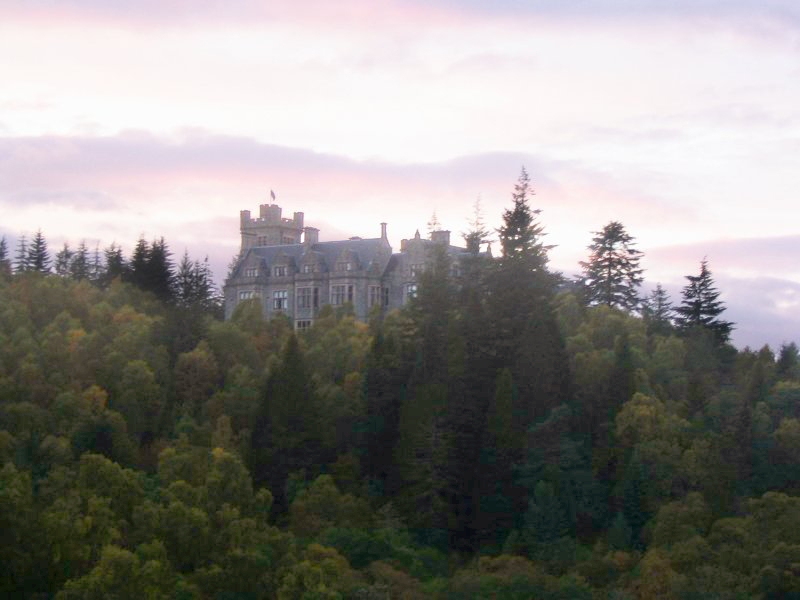
Castelo Cadzow, Escócia.

O Castelo Carbisdale (em língua inglesa Carbisdale Castle) é um castelo localizado em Ross and Cromarty, Escócia.
O castelo foi protegido na categoria "B" do "listed building", em 18 de março de 1971.